# Галина (телесериал)
«Гали́на» — российский восьмисерийный драматический телевизионный художественный фильм, снятый в 2008 году режиссёром Виталием Павловым.
Фильм рассказывает о сложной судьбе Галины Брежневой. Основан на фактах реальной жизни дочери генерального секретаря ЦК КПСС Леонида Ильича Брежнева.

## В ролях
- Людмила Нильская — Галина Брежнева
- Елена Плаксина — Галина Брежнева (в молодости)
- Василий Бочкарёв — Василий Бронников
- Валерий Косенков — Леонид Брежнев
- Сергей Бездушный — Леонид Брежнев (в молодости)
- Наталья Позднякова — Виктория Петровна Брежнева, мать Галины
- Наталья Хорохорина — Виктория Филиппова, дочь Галины
- Валерий Афанасьев — Евгений Милаев
- Александр Ильин — Александр Миров
- Игорь Евтушенко — Игорь Кио
- Виктор Запорожский — Юрий Чурбанов
- Василий Савинов — Виктор Чебриков, Председатель КГБ
- Людмила Дребнёва — Ирина Бугримова
- Раиса Конюхова — Зоя Фёдорова
- Александр Сомов — Марис Лиепа
- Алексей Нестеренко — Борис Буряце
- Александр Числов — Зайчик
- Глория Августинович — подруга Гали
- Елена Доронина — жена Бронникова
- Владимир Голованов — министр МВД Николай Щёлоков
- Томаш Лещиньский — Владимир Высоцкий
- Юрий Маслак— Кудряну
- Виталий Кудрявцев — Авдеев-мл

## Съёмочная группа
- Режиссёр и автор сценария — Виталий Павлов
- Оператор — Николай Немоляев
- Продюсеры — Виктор Николаев, Алексей Пиманов, Юрий Глоцер
- Художник-постановщик — Екатерина Гагарина
- Композитор — Владимир Давыденко

## Исторические неточности
Юрий Чурбанов в фильме в 1982 году носит форму генерала милиции с погонами генерал-полковника (точнее, если присмотреться, генерал-лейтенанта, третья звезда явно вклеена костюмерами искусственно). Здесь сразу две ошибки: а) звания «генерал-полковник милиции» на тот момент не существовало; б) Ю. Чурбанов, несмотря на то, что был заместителем министра внутренних дел, имел не милицейское спецзвание или спецзвание внутренней службы, а воинское звание генерал-полковника Советской армии и носил соответственную форму. Это была обычная практика в те годы: армейские воинские звания носили, например, генералы армии Н. А. Щёлоков (министр МВД), Ю. В. Андропов (председатель КГБ), его заместители С. Цвигун, В. Федорчук (получивший воинское звание «генерал армии» практически одновременно с назначением Министром внутренних дел СССР) и Г. Цинев, а также все генералы по КГБ, в частности, В. Чебриков и В. Крючков.